# Zuzana Hejnová
Zuzana Hejnová (* 19. Dezember 1986 in Liberec, Tschechoslowakei) ist eine ehemalige tschechische Leichtathletin, die sich auf den 400-Meter-Hürdenlauf spezialisiert hat und in dieser Disziplin zweimal Weltmeisterin wurde. Sie startete zu Beginn ihrer Karriere auch im Sprint und im Siebenkampf.

## Sportliche Laufbahn
Erste internationale Erfahrungen sammelte Zuzana Hejnová im Jahr 2002, als sie bei den Juniorenweltmeisterschaften in Kingston in 58,42 s den fünften Platz im 400-Meter-Hürdenlauf belegte. Im Jahr darauf siegte sie dann bei den Jugendweltmeisterschaften in Sherbrooke mit neuem Meisterschaftsrekord von 57,74 s und gewann anschließend bei den Leichtathletik-Junioreneuropameisterschaften in Tampere in 58,30 s die Bronzemedaille. 2004 gewann sie bei den Juniorenweltmeisterschaften in Grosseto in 57,44 s die Silbermedaille und trat auch mit der tschechischen 4-mal-400-Meter-Staffel an, erreichte in 3:37,89 min aber nicht das Finale. 2005 siegte sie dann bei den Junioreneuropameisterschaften in Kaunas mit neuem Meisterschafts- und Juniorinnenrekord von 55,89 s, womit sie sich auch für die Weltmeisterschaften in Helsinki qualifizierte, bei denen sie mit 57,29 s im Halbfinale ausschied.
2006 startete sie erstmals bei den Europameisterschaften in Göteborg und erreichte dort das Halbfinale, in dem sie mit 56,39 s ausschied, während sie mit der Staffel in 3:34,47 min den Finaleinzug verpasste. Im Jahr darauf gewann sie bei den U23-Europameisterschaften in Debrecen in 55,93 s die Bronzemedaille hinter der Rumänin Angela Moroșanu und Irina Obedina aus Russland. Zudem nahm sie erneut an den Weltmeisterschaften in Osaka teil und schied dort mit 55,04 s im Halbfinale aus. 2008 nahm sie im 400-Meter-Lauf an den Hallenweltmeisterschaften in Valencia teil und schied dort mit 53,16 s im Halbfinale aus und erreichte mit der Staffel in 3:34,53 min Rang vier. Während der Freiluftsaison qualifizierte sie sich erstmals für die Olympischen Spiele in Peking, bei denen sie auf Anhieb das Finale erreichte, in dem sie mit 54,97 s auf dem siebten Platz landete.
2009 erreichte sie dann bei den Weltmeisterschaften in Berlin ein weiteres Mal das Halbfinale und schied dort mit 54,99 s aus. Im Jahr darauf scheiterte sie bei den Hallenweltmeisterschaften in Doha mit 53,56 s über 400 Meter in der ersten Runde und gewann mit der Staffel in 3:30,05 min die Silbermedaille, nachdem die russische Mannschaft nachträglich wegen eines Dopingverstoßes disqualifiziert worden war. Im Sommer erreichte sie bei den Europameisterschaften in Barcelona das Finale und verpasste dort in 54,30 s als Vierte eine Medaille. 2011 nahm sie im Fünfkampf an den Halleneuropameisterschaften in Paris teil und belegte dort mit 4453 Punkten den siebten Platz. Bei den Weltmeisterschaften im südkoreanischen Daegu belegte sie in 54,23 s den siebten Platz und erreichte mit der Staffel in 3:26,57 min Rang fünf. Im Jahr darauf wurde sie bei den Europameisterschaften in Helsinki in 54,49 s erneut Vierte im Hürdensprint und gewann mit der Staffel in 3:26,02 min die Bronzemedaille hinter den Teams aus der Ukraine und Frankreich. Sie qualifizierte sich damit erneut für die Olympischen Spiele in London, bei denen sie mit Saisonbestleistung von 53,38 s im Finale die Silbermedaille hinter Lashinda Demus aus den Vereinigten Staaten gewann, nachdem die Russin Natalja Antjuch wegen der Einnahme von Dopingmitteln disqualifiziert wurde. Zudem belegte sie mit der Staffel mit 3:27,77 min im Finale den sechsten Platz.
Im März 2013 gewann sie bei den Halleneuropameisterschaften im schwedischen Göteborg in 3:28,49 min die Bronzemedaille in der 4-mal-400-Meter-Staffel hinter den Teams aus dem Vereinigten Königreich und Russland. Zudem erreichte sie über 400 Meter in 52,12 s den vierten Platz. Im Juli lief sie beim Diamond-League-Meeting in Paris neuen tschechischen Rekord über 400 Meter Hürden in 53,23 s. Diesen verbesserte sie kurz darauf in London auf 53,07 s. Bei den Weltmeisterschaften in Moskau gewann sie dann in einer Zeit von 52,83 s die Goldmedaille. Sie blieb im ganzen Jahr ungeschlagen und siegte bei allen sieben Meetings der Diamond Race Wertung. Im Oktober wurde sie zu Europas Leichtathletin des Jahres gewählt. Auch in Tschechien wurde sie als Sportlerin des Jahres ausgezeichnet. Aufgrund von Verletzungen, einem Bruch eines Zehs am linken Fuß und einer Sehnenverletzung, verpasste sie fast die gesamte Saison 2014.
2015 startete sie im 800-Meter-Lauf bei den Halleneuropameisterschaften in Prag, schied dort aber mit 2:05,34 min im Vorlauf aus, während sie mit der Staffel in 3:32,08 min den vierten Platz belegte. Im August nahm sie erneut an den Weltmeisterschaften in Peking teil und verteidigte dort in 53,50 s im Finale erfolgreich ihren WM-Titel, womit sie die erste Frau war, die über diese Distanz den Titel zweimal hintereinander gewann. Im Jahr darauf war sie damit eine Medaillenkandidatin für die Olympischen Spiele in Rio de Janeiro. Sie gelangte zwar bis in das Finale, verpasste dort in 53,92 s als Vierte aber eine Medaille. Daraufhin beendete sie die Zusammenarbeit mit Dalibur Kubka und wechselte zu dem deutschen Falk Balzer. 2017 gewann sie bei den Halleneuropameisterschaften in Belgrad in 52,42 s die Silbermedaille über 400 Meter hinter der Französin Floria Gueï. Nach der Hallensaison 2017 beendete Falk Balzer die Zusammenarbeit und sie wechselte zu Dana Jandová. Im Sommer erreichte sie bei den Weltmeisterschaften in London das Finale, in dem sie mit 54,20 s erneut Vierte wurde. 2018 schied sie dann bei den Europameisterschaften in Berlin mit 56,03 s im Halbfinale aus. 2019 bestritt sie ihre achten Weltmeisterschaften in Doha und erreichte dort in 54,23 s im Finale den fünften Platz. Im Jahr darauf bestritt sie ihren letzten Wettkämpfe und verkündete im Mai 2022 ihren Rückzug vom aktiven Sport.
2006 und 2009 wurde Hejnová tschechische Meisterin im 400-Meter-Lauf im Freien sowie 2018 und 2020 über 400 m Hürden. In der Halle siegte sie 2005, von 2007 bis 2009, 2012, 2015 und 2016 über 400 Meter, 2007 siegte sie im Hallenfünfkampf und 2011 siegte sie im 200-Meter-Lauf.

## Persönliche Bestleistungen
- 200 Meter: 23,65 s (+0,3 m/s), 16. Juni 2013 in Tábor
  - 60 Meter (Halle): 7,64 s, 7. Januar 2017 in Chemnitz
  - 200 Meter (Halle): 23,71 s, 17. Februar 2013 in Prag
- 400 Meter: 51,90 s, 22. Juni 2013 in Dublin
  - 400 Meter (Halle): 51,27 s, 2. März 2013 in Göteborg
  - 800 Meter (Halle): 2:03,40 min, 20. Februar 2016 in Glasgow
- 300 m Hürden: 38,16 s, 2. August 2013 in Cheb (Weltbestleistung)
  - 60 m Hürden (Halle): 8,24 s, 24. Januar 2017 in Prag
- 400 m Hürden: 52,83 s, 15. August 2013 in Moskau (tschechischer Rekord)
- Fünfkampf (Halle): 4453 Punkte, 4. März 2011 in Paris